# 中国人民政治协商会议武汉市委员会
中国人民政治协商会议武汉市委员会（简称政协武汉市委员会或武汉市政协），是中国人民政治协商会议在湖北省武汉市的地方组织，其主要职能是政治协商、民主监督、参政议政。

## 沿革
1949年5月16日武汉解放，根据《中国人民政治协商会议共同纲领》，9月5日武汉市召开第一届第一次各界人民代表会议。12月6日，武汉市第一届各界人民代表大会第二次会议选举产生武汉市各界人民代表会议协商委员会（简称市协商委员会），作为闭会期间的常设协议机构。1955年3月，政协武汉市第一届委员会第一次会议召开，标志着中国人民政治协商会议武汉市委员会正式成立，由25个界别157名委员组成。
文化大革命开始以后，市政协被迫停止工作。1979年12月，市政协召开第五届第一次会议，标志着市政协组织的正式恢复。

## 历届委员会

### 第一届
- 任期：1955年3月－1957年4月
- 主席：张平化、李尔重[註 1]
- 副主席：李尔重、刘惠农、马哲民、潘正道、徐风笑、华煜卿、晏勋甫、李伯刚、王一鸣、杨东莼、李冬青、陈离
- 秘书长：路耀林

### 第二届
- 任期：1957年4月－1960年2月
- 主席：李尔重
- 副主席：熊飞、马哲民、潘正道、徐风笑、晏勋甫、李伯刚、李冬青、陈离、赵铁夫、厉元咎
- 秘书长：路耀林

### 第三届
- 任期：1960年2月－1962年6月
- 主席：李尔重、宋一平[註 2]
- 副主席：熊飞、王家吉、华煜卿、徐风笑、李伯刚、李冬青、魏廷槐、吴耕阳、袁文（1961年6月增选）
- 秘书长：路耀林

### 第四届
- 任期：1962年6月－1979年12月
- 主席：宋一平
- 副主席：熊飞、王家吉、华煜卿、徐风笑、李伯刚、李冬青、吴耕阳、袁文、鲍鼎、彭杰如、夏石农（1963年12月增选）
- 秘书长：路耀林

### 第五届
- 任期：1979年12月－1983年3月
- 主席：赵敏、邓垦
- 副主席：熊飞、华煜卿、魏廷槐、袁文、徐风笑、鲍鼎、夏石农、何方宏、周咏曾、萧作霖、余金堂、王典昭、侯杞新、王际清、陈伯华、杨晟（1982年3月增选）、周裕德（1982年3月增选）
- 秘书长：余金堂

### 第六届
- 任期：1983年3月－1988年2月
- 主席：辛甫
- 副主席：王功安、肖作霖（1983年3月－1984年3月）、周咏曾（1983年3月－1984年3月）、余金堂、王典昭、杨晟、侯杞新、王际清、周裕德、陈伯华、杨时展、李崇淮、石泉、梁希杰、林立、陈越、韩银柱
- 秘书长：汪濬(1983.3-1985.4)、胡照洲

### 第七届
- 任期：1988年2月－1993年3月
- 主席：王哲南
- 副主席：王功安、杨晟（1988年3月－1991年3月）、侯杞新、陈伯华、杨时展（1988年3月－1989年3月）、李崇淮、梁希（1988年3月－1991年3月）、陈越、韩银柱、杨葆焜、王千弓、徐雪轩、李家友、肖谷欣
- 秘书长：胡照洲（1988年3月－1990年2月）、姜成富

### 第八届
- 任期：1993年3月－1998年1月
- 主席：王哲南（1993年3月－1996年3月）、李岩
- 副主席：胡照洲、王炳炎、陈伯华、李崇淮、郭友中、杨葆焜、李家友、李涌泉、肖谷欣、单大年（1994年2月增选）
- 秘书长：湛根本

### 第九届
- 任期：1998年1月－2003年1月
- 主席：刘善璧
- 副主席：胡照洲、刘彩木、白元初、郭友中、李昌禄、粟道云、龚非力、梁守恕、周开金（1998年1月－2001年1月）、缪顺
- 秘书长：萧志钢

### 第十届
- 任期：2003年1月－2007年1月
- 主席：刘善璧
- 副主席：刘彩木、李昌禄、龚非力、梁守恕、贾震涛、杨付华、肖志钢、陈振中、杨云彦
- 秘书长：周启新

### 第十一届[3]
- 任期：2007年1月－2012年1月
- 主席：叶金生（2007年1月－2011年2月）、吴超[4]
- 副主席：李传德、杨付华、郭粤梅、江中联、邹国林、侯晓华、石大鸿（2011年2月增选）、黄卫国（2011年2月增选）
- 秘书长：王少雄

### 第十二届[5]
- 任期：2012年1月－2017年2月
- 主席：吴超
- 副主席：李传德、郭粤梅、江中联、侯晓华、石大鸿、黄卫国、吴勇、张文彤、吴一民（2014年1月增选）
- 秘书长：王少雄、潘汉生

### 第十三届[6]
- 任期：2017年2月－
- 主席：胡曙光（2017年2月－2021年1月） → 杨智（2021年1月－）
- 副主席：谭仁杰、侯晓华、彭富春、付明星、陈光菊、梁鸣、徐旭东、干小明、陈邂馨（2021年1月－）
- 秘书长：倪子林（2017年2月－2021年1月） → 陈跃庆（2021年1月－）